# Ángel Villalba (cantante)
Ángel Villalba Damián (Fabara, 1945) es un cantautor español que canta en catalán dialectal de Aragón.

## Biografía
Nació en una familia musical, en la que el padre tocaba la bandurria y el abuelo la guitarra. Realizó su educación primaria y secundaria en Fabara, para pasar posteriormente a estudiar mecánico de aviación en Logroño y Las Palmas.
Tras terminar sus estudios comenzó a buscar trabajo en Madrid, en la industria aeronáutica, pero finalmente consiguió un trabajo en Barcelona como mecánico industrial, pasando a vivir en la ciudad a partir de mediados de la década de 1960.
A partir de 1974 se acercó al sindicato anarquista CNT, al que dedicó la mayor parte de su tiempo durante los siguientes diez años.

## Carrera musical
Comenzó a cantar y componer en Las Palmas, muy relacionado con el folclore local.
Tuvo su bautismo musical como cantautor social Barcelona en 1968, de la mano de Francesc Pi de la Serra y Ovidi Montllor, todos en el entorno de Els Setze Jutges.
En 1972 realizó uno de los conciertos más importantes de su carrera en Fabara, donde actuó junto con Pi de la Serra:

Aunque esto no te libraba de posibles incidentes, debíamos contar con permiso del gobierno y pasar el cribado del censor que decía qué canciones podíamos cantar, a veces tachaban sólo partes [...] La metáfora era nuestra aliada
Ángel Villalba

Ese mismo año creó una cooperativa de cantautores, junto con el cantautor uruguayo Quintín Cabrera, en la que participaron Luis Pastor, Marina Rossell, Elisa Serna, Julia León y Teresa Rebull, con Ángel Casas como representante. Los miembros de cooperativa realizaron giras por Cataluña durante un año.

Se pasaba la canción en castellano, se explicaba y a disfrutar. Además de que en el grupo de los siete cantautores yo cantaba en catalán de Aragón pero otros, en castellano. Estábamos mezclados.
Ángel Villalba

En 1973 formó el grupo Bordó con Marina Rossell y Quintín Cabrera.
En 1974 dejó la canción durante una década, comenzando su segunda etapa en 1984. En 1984, junto con Pepe Bada Pinillo, Consejero de Cultura de Aragón en la época, y Desideri Lombarte, poeta de Peñarroya de Tastavins, participó en el 2.º Congreso Internacional de la Lengua Catalana. A partir de entonces, bajo contrato de la consejería, comenzó a realizar conciertos y recitales en los pueblos de la Franja oriental de Aragón.
En 2002 grabó su primer disco, Àngel Villalba – 30 anys de cançons, y en 2012 el segundo, Olivera d’Aragó, por el que fue nominado a los Premios de la Música Aragonesa. En 2018 recibió el premio Franja Cultura i Territori en Valderrobres y ese mismo año se editó el libro Àngel Villalba – canciones i poemas. En 2021 publicó L’adéu del cantautor II.